# Pleurotomella agassizi
Pleurotomella agassizi är en snäckart som beskrevs av Addison Emery Verrill och Smith 1880. Pleurotomella agassizi ingår i släktet Pleurotomella och familjen kägelsnäckor. Inga underarter finns listade i Catalogue of Life.